# Alan Wake
Alan Wake ist ein Videospiel, das am 14. Mai 2010 in Europa für die Xbox 360 und am 16. Februar 2012 für Windows erschien. Das als „Psychological Thriller“ beschriebene Action-Adventure wurde von Remedy Entertainment entwickelt und von Microsoft Game Studios veröffentlicht. Inspiriert wurden die Entwickler durch Fernsehserien wie Twin Peaks, 24, Akte X – Die unheimlichen Fälle des FBI und die Werke von Stephen King.
Am 5. Oktober 2021 erschien eine Remaster-Version von Alan Wake. Neben PC wurde das Remaster auch für PlayStation 4 und 5, Xbox One und Xbox Series X/S sowie am 20. Oktober 2022 für die Nintendo Switch veröffentlicht.
Mit Alan Wake's American Nightmare existiert ein Ableger. Die Fortsetzung Alan Wake II erschien am 27. Oktober 2023.

## Handlung
Alan Wake (deutscher Synchronsprecher Moritz Brendel) ist ein Thriller-Autor, der seit einiger Zeit unter Schlafstörungen, Albträumen und akuter Schreibblockade leidet. Um neue Kraft im Job und in der Ehe zu sammeln, reisen Alan und seine Frau Alice in das beschauliche Örtchen Bright Falls im Bundesstaat Washington. Nach einer mysteriösen Schlüsselübergabe verschwindet nicht nur Alans Frau, sondern auch das soeben bezogene Haus sowie die kleine Insel, auf der sich das Grundstück befand.
Nun erwacht Alan in der Dunkelheit und muss feststellen, dass die Gegend von Besessenen heimgesucht wird. Diese menschenähnlichen Kreaturen werden durch die Dunkelheit geschützt und können deshalb nicht angegriffen werden. Durch eine Taschenlampe und einen Revolver findet Alan Abhilfe und bekommt durch eine überirdische Stimme den Tipp, die Besessenen erst mit der Taschenlampe anzustrahlen, um sie von ihrem schützenden Schatten der Dunkelheit zu befreien. Anschließend könne er sie mit konventionellen Waffen zur Strecke bringen.
Auf der Suche nach Alice findet Alan immer wieder Manuskriptseiten, die aus einem seiner Werke zu stammen scheinen. Er kann sich nur nicht daran erinnern. Tatsächlich treten die aufgeschriebenen Ereignisse kurze Zeit später ein.
Nach und nach erkennt Alan, dass zwischen dem Verschwinden von Alice und seinem Erwachen im Wald eine Woche vergangen ist. In Fernsehübertragungen sieht er sich immer wieder selbst, wie er während seines Verschwindens die Manuskriptseiten schreibt und dabei versucht, sich der Kontrolle durch das Dunkle zu entziehen, welches ihm die Geschichte einflüstert.
Während seiner Reise durch den Albtraum des nächtlichen Bright Falls beginnt Alan zu verstehen, dass er in die Hütte zurück muss, um die letzte Seite des Manuskriptes fertigzustellen und damit den Albtraum zu beenden.

## Entwicklung
Nach Abschluss der Arbeiten an Max Payne 2 verkaufte Remedy alle Rechte an Rockstar Games und hatte so genügend Mittel, um das nächste Spiel selbst zu finanzieren. Licht und Schatten sowie ein Tag-Nacht-Zyklus waren stilgebende Konzepte. Zudem sollten Wettereffekte simuliert werden. Als Vorlage für die Spielwelt diente eine amerikanische Kleinstadt, die nach realen Vorbildern modelliert wurde. Hierfür wurden 6000 Oberflächen abfotografiert, um sie als Textur im Spiel zu nutzen. Ursprünglich sollte Alan Wake ein Open-World-Spiel werden. Das Konzept wurde von den Entwicklern jedoch fallen gelassen. Man hatte Schwierigkeiten, die Spielwelt zu füllen und den Spielfluss zwischen den interessanten Örtlichkeiten beizubehalten.
Der Framebuffer hat eine Auflösung von 960 × 540, also unterhalb von HD und arbeitet in Kombination mit 4× Multisampling Antialiasing, die das Bild stark weichzeichnet. Wichtige Elemente der Grafik-Engine sind fortschrittliche Lichteffekte, Schatten und volumetrische Nebel.
Am 16. Februar 2012 veröffentlichte Remedy Entertainment eine Version für Microsoft Windows. Die Portierung wurde von dem finnischen Studio Nitro Games entwickelt. Die Distribution der Ladenversion übernahm der Publisher Nordic Games.
Mit Alan Wake's American Nightmare erschien 2012 eine vom ersten Teil unabhängige Fortsetzung, welche auf einem nie vollendeten Alan-Wake-2-Prototyp beruht.

## Spielprinzip
Das Spiel ist ein Third-Person-Shooter, in dem der Spieler seine Spielfigur zu Fuß oder per Fahrzeug durch die dunkle Nacht in und um Bright Falls steuert und dabei, hauptsächlich ausgerüstet mit Taschenlampe und Revolver, gegen die Besessenen kämpft. Ein Feature dabei ist das Spiel mit Licht und Dunkelheit; Besessene müssen durch besagte Taschenlampen oder andere Lichtquellen zunächst geschwächt werden, bevor man sie mit verschiedenen Schusswaffen töten kann.
Die Geschichte wird dabei in sechs bzw. acht Episoden erzählt, wie oben bereits erwähnt, angelehnt an Fernsehserien wie 24. Jede einzelne Episode ergibt dabei ein weiteres Puzzleteil der Gesamthandlung.

## Herunterladbare Zusatzinhalte
Am 27. Juli 2010 erschien der kostenpflichtige Zusatzinhalt The Signal als DLC. Er bietet ein komplettes zusätzliches Kapitel und ergänzt die Hauptgeschichte. Ein weiteres Kapitel mit dem Titel The Writer wurde am 12. Oktober 2010 veröffentlicht. Die später erschienene PC-Version enthält diese beiden Zusatzepisoden standardmäßig, ebenso sind beide Episoden in der 2021 veröffentlichten Remastered-Version enthalten.

## Fortsetzung
Mit einem ersten Ankündigungstrailer präsentierte Remedy Entertainment am 10. Dezember 2021 erstmals die Fortsetzung Alan Wake II. Die Handlung setzt 13 Jahre nach den Geschehnissen von Alan Wake an und führt die Geschichte des Autors fort, welcher inzwischen in einem Albtraumgefängnis jenseits der echten Welt gefangen ist. Eingeführt wird zudem eine neue Protagonistin, die FBI-Agentin Saga Anderson, die eine Reihe von rituellen Morden in der Stadt Bright Falls untersucht. Alan Wake II sollte ursprünglich bereits am 17. Oktober 2023 erscheinen. Am 17. August 2023 wurde jedoch eine Verschiebung um 10 Tage auf den 27. Oktober 2023 bekannt gegeben. Es erscheint für die Plattformen PlayStation 5, Xbox Series X/S und Microsoft Windows, wobei die PC-Version exklusiv über den Epic Games Store vertrieben wird. Alan Wake II wird nach Release zudem wie der erste Teil weitere DLCs und Erweiterungen erhalten. Die Spielzeit wird mit etwa 20 Stunden zudem deutlich länger als beim Vorgänger ausfallen.

## Marketing und Veröffentlichung
Einige Wochen vor der eigentlichen Veröffentlichung des Spiels wurden über Xbox Live und YouTube mehrere Realfilm-Episoden mit dem Titel Bright Falls gezeigt. Als Prequel zum Spiel gedacht, handelt die Serie von dem Reporter Jake Fischer, der zu Recherchezwecken in den Ort reisen muss. Dort erlebt er, ähnlich wie Alan Wake, zahlreiche mysteriöse Ereignisse.
Remedy Entertainment brachte neben der Standardversion noch eine Limited Edition mit zusätzlichem Bonusmaterial auf den Markt: Neben dem eigentlichen Spiel sind der Box eine Soundtrack-CD sowie eine Bonus Disc mit zusätzlichen Inhalten beigelegt. Zusätzlich ist das Buch Die Akte Alan Wake enthalten. Die Box ist – passend zum Beruf des Protagonisten – als Buch gestaltet. Das Spiel selbst bietet in der Limited Edition die Möglichkeit, Entwicklerkommentare einzublenden.
Zwischen dem 15. Mai 2017 und 26. Oktober 2018 fand aufgrund ausgelaufener Musiklizenzen kein Vertrieb des Titels statt.

## Soundtrack
Die Originalmusik wurde von Petri Alanko komponiert. Neben der Musik kommen im Spiel auch Lieder unterschiedlicher Künstler vor. In Episode 3 ist z. B. das Lied How Can I Be Sure von Anomie Belle und an verschiedenen Stellen im Spiel Coconut von Harry Nilsson zu hören. Außerdem wird während des Abspanns der einzelnen Episoden jeweils ein separates Lied gespielt.
Die beiden Lieder Children of the Elder God und The Poet and the Muse, die im Spiel der fiktiven Band Old Gods of Asgard zugeschrieben werden, stammen tatsächlich von der Band Poets of the Fall, die außerdem das Lied War zum Soundtrack beisteuerten.
Die Originalmusik wurde im Juli 2010 als Alan Wake Original Score by Petri Alanko auf CD veröffentlicht. Den Collector’s Editionen der Xbox-360- und PC-Versionen lag jeweils eine andere Soundtrack-CD bei.
Aufgrund auslaufender Musiklizenzen entschied sich Remedy Entertainment, den Verkauf von Alan Wake am 15. Mai 2017 einzustellen. Nachdem das Studio die Lizenzen erneuert hatte, wurde das Spiel am 26. Oktober 2018 digital neu veröffentlicht.
| Alan-Wake-Soundtrack-Veröffentlichungen | Alan-Wake-Soundtrack-Veröffentlichungen | Alan-Wake-Soundtrack-Veröffentlichungen |
| --- | --- | --- |
| Original Score by Petri Alanko 1. Alan Wake (5:34) 2. A Writers Dream (1:55) 3. Welcome to Bright Falls (4:25) 4. Vacation (2:48) 5. Cross That River (5:38) 6. Waking Up to a Nightmare (2:17) 7. The Clicker (1:51) 8. Deerfest (3:02) 9. Taken by the Night (10:47) 10. On the Run (6:08) 11. Mirror Peak (5:12) 12. Tom the Diver (2:50) 13. The Night It All Began (2:01) 14. Bright Falls Light & Power (3:16) 15. Hunters (5:00) 16. The Well-Lit Room (1:42) 17. Water Pressure (5:33) 18. Departure (3:02) | Collector’s Edition Soundtrack (Xbox 360) 1. A Writer’s Dream (1:53) 2. Young Men Dead von The Black Angels (5:34) 3. Welcome to Bright Falls (4:25) 4. The Clicker (1:51) 5. How Can I Be Sure von Anomie Belle (4:33) 6. Tom The Diver (Piano and Cello) (3:13) 7. The Beaten Side of Town von Barry Adamson (4:48) 8. The Poet and The Muse von Old Gods of Asgard (4:17) 9. Electrica Cadente von Dead Combo (3:00) 10. Tom The Diver (Orchestra) (2:49) | Collector’s Edition Soundtrack (PC) 1. A Writer’s Dream (1:57) 2. Welcome to Bright Falls (4:29) 3. The Clicker (1:54) 4. Taken by the Night (7:45) 5. Mirror Peak (4:33) 6. Tom the Diver (2:52) 7. Hunters (4:45) 8. The Well-Lit Room (1:54) 9. Departure (2:31) 10. Children of the Elder God von Old Gods of Asgard (3:43) 11. The Poet and the Muse von Old Gods of Asgard (4:21) 12. War von Poets of the Fall (5:08) 13. Tom the Diver (Collector’s Edition Exclusive Mix) (3:13) |

### Musikstücke im Episodenabspann
| Episode       | Künstler                    | Lied                  | Länge |
| ------------- | --------------------------- | --------------------- | ----- |
| Episode eins  | Roy Orbison                 | In Dreams             | 2:48  |
| Episode zwei  | Poe                         | Haunted               | 5:20  |
| Episode drei  | Nick Cave and the Bad Seeds | Up Jumped The Devil   | 5:16  |
| Episode vier  | Poets of the Fall           | The Poet and the Muse | 4:18  |
| Episode fünf  | Poets of the Fall           | War                   | 5:05  |
| Episode sechs | David Bowie                 | Space Oddity          | 5:15  |
| Special eins  | Anna Ternheim               | No, I Don’t Remember  | 3:56  |
| Special zwei  | Depeche Mode                | The Darkest Star      | 6:42  |

## Synchronisation
Die Lokalisierung erfolgte durch die 4-Real Intermedia GmbH, Offenbach.

| Rolle                    | Synchronsprecher               |
| ------------------------ | ------------------------------ |
| Alan Wake                | Moritz Brendel                 |
| Alice Wake               | Gisa Bergmann                  |
| Odin (Anderson Bruder)   | Peter Heusch                   |
| Thor (Anderson Bruder)   | Stefan Müller-Ruppert          |
| Besessene                | Richard van Weyden, Aart Veder |
| Barbara Jagger           | Sibylle Nicolai                |
| Barry Wheeler            | Sebastian Walch                |
| Emil Hartman             | Gordon Piedesack               |
| Erzähler „Night Springs“ | Mario Hassert                  |
| Rusty                    | Thomas Friebe                  |
| Doctor Nelson            | Michael Deckner                |
| Cynthia Weaver           | Barbara Pierson                |
| Thomas Zane              | Gilles Karolyi                 |
| Pat Maine                | Hans-Jörg Karrenbrock          |
| Ben Mott                 | Oliver Krietsch-Matzura        |
| Rose Marigold            | Nora Jokhosha                  |
| Sheriff Sarah Breaker    | Abak Safaei-Rad                |
| Deputy Mulligan          | Michael Deckner                |
| Deputy Grant             | Sonngard Dressler              |
| Carl Stucky              | Mario Hassert                  |
| Agent Robert Nightingale | Andreas Gröber                 |

## Rezeption
Dadurch, dass Alan Wake erst Jahre später für PC erschien, konnte die Grafik nicht mehr mit aktuellen Genrevertretern mithalten. Die Texturen seien teils niedrig aufgelöst, die Schatten nicht dynamisch, die Animationen hölzern. Dennoch sei die Kleinstadt Bright Falls mit Bergkulisse stimmungsvoll eingefangen und schaffe eine imposant-bedrohliche Atmosphäre. Die Lauf- und Kampf-Abschnitte seien jedoch lang und zäh. Die Kamera sei dicht hinter der Spielfigur, sodass man leicht von hinten überrumpelt werden kann. Der Nordwesten der USA sei ein unverbrauchter Schauplatz. Die aufgebaute Atmosphäre sei dicht, die Stimmung klasse und die Geräuschkulisse famos. Die technische Umsetzung auf dem PC sei gegenüber der Konsole leicht verbessert. Dramaturgisch werde Potenzial verschenkt. Für abgebrühte Fans des Horror Genre sei das Spiel zu soft. Alan Wake sei von Beginn an spannend, jedoch spielerisch belanglos. Die Rahmenhandlung sei bewegend, aufwühlend und bleibe in Erinnerung. Die deutschen Sprecher seien unmotiviert.
In den ersten zwei Wochen verkaufte sich das Spiel nach Angaben der NPD Group 145.000 Mal, gleichzeitig war es nach Bericht der Szeneseite TorrentFreak mit 1,1 Millionen Downloads auf Platz 2 der am häufigsten illegal kopierten Xbox-360-Spiele des Jahres 2010. Bis März 2012 konnten nach Angaben von Remedy Entertainment bereits mehr als zwei Millionen Kopien auf Xbox 360 und PC abgesetzt werden, bis Mai 2013 schließlich mehr als drei Millionen.

## Trivia

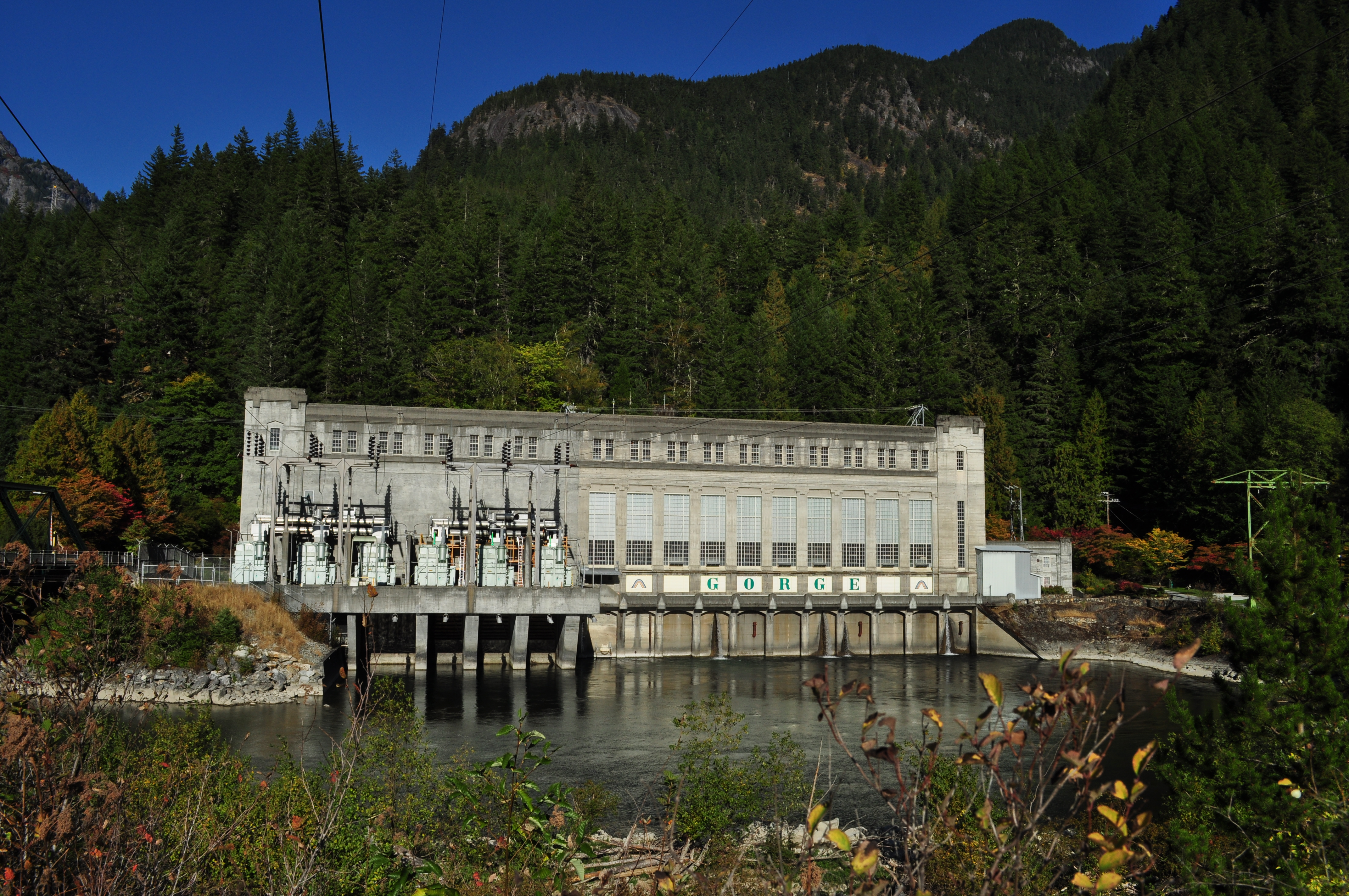
Das Gorge Powerhouse in Newhalem, Washington diente als Vorbild für die Bright Falls Light & Power Company im Spiel

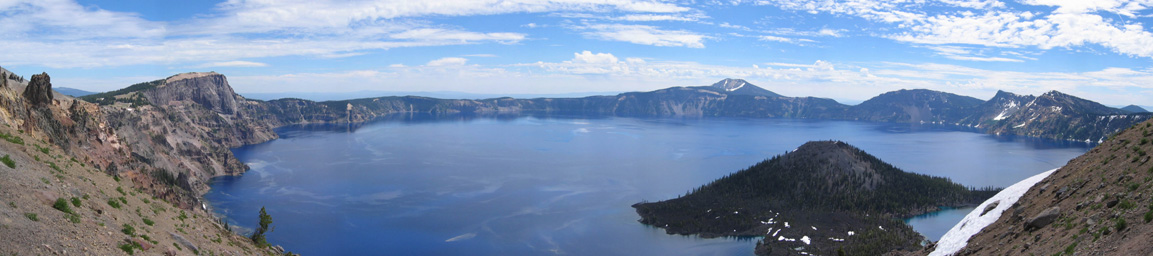
Der Crater Lake in Oregon war Inspiration für den Cauldron Lake

- Der Song The Poet and the Muse, der im Spiel von der fiktiven Band „Old Gods of Asgard“ stammt, kommt in Wirklichkeit von der Band Poets of the Fall von der auch ein Titel in Max Payne 2: The Fall of Max Payne zu hören war. Der Sänger der Band, Marko Saaresto, ist ein Freund von Remedy-Mitarbeiter Sam Lake. Sie steuerten weiterhin die Songs Children Of The Elder God sowie War bei. Letzterer befindet sich auf dem Album Twilight Theater. Die Band steuerte auch Musik zum Remedy-Game Control bei, das auch inhaltlich mit Alan Wake verbunden ist.
- Als Inspiration für das Spiel diente die Fernsehserie Twin Peaks. So spielt Alan Wake ebenfalls in der von Forstwirtschaft und Nadelwäldern geprägten Landschaft des US-Bundesstaates Washington.[24] Zu erkennen ist diese Vorbildfunktion an verschiedenen Elementen im Spiel, z. B. etwa dem Berg Mirror Peak oder der Ähnlichkeit zwischen Cynthia Weaver und der „Log Lady“ aus der Serie. Anspielungen auf Agent Dale Coopers Vorliebe für Kaffee sind der Charakter Rusty sowie die Thermosflaschen, die überall im Spiel eingesammelt werden können. Hat man 25 von ihnen gefunden, wird der Erfolg „Verdammt guter Kaffee“ freigeschaltet – eine typische Aussage von Dale Cooper. Orte der Handlung im Spiel wie in der Serie sind unter anderem ein Diner sowie eine Sheriff-Station. Alan Wake ist darüber hinaus wie eine TV-Serie gestaltet, mit einer Zusammenfassung zu Beginn jeder Episode und einem Abspann.
- Auch wurde von Entwickler Remedy angedeutet, dass für den Taucher Tom tatsächlich David Bowies fiktive Figur Major Tom als Vorlage diente, dessen Odyssee durch das Weltall auch in dem Song Space Oddity beschrieben ist, der im Abspann des Hauptspiels läuft.